# Derodontoidea
A Derodontoidea a rovarok (Insecta) osztályába, ezen belül a bogarak (Coleoptera) rendjébe és a mindenevő bogarak (Polyphaga) alrendjébe tartozó öregcsalád.

## Rendszerezés
Az öregcsaládba egy család tartozik:
- Szemecskésbogár-félék (Derodontidae) (LeConte, 1861)